# متحدون من أجل الإجماع

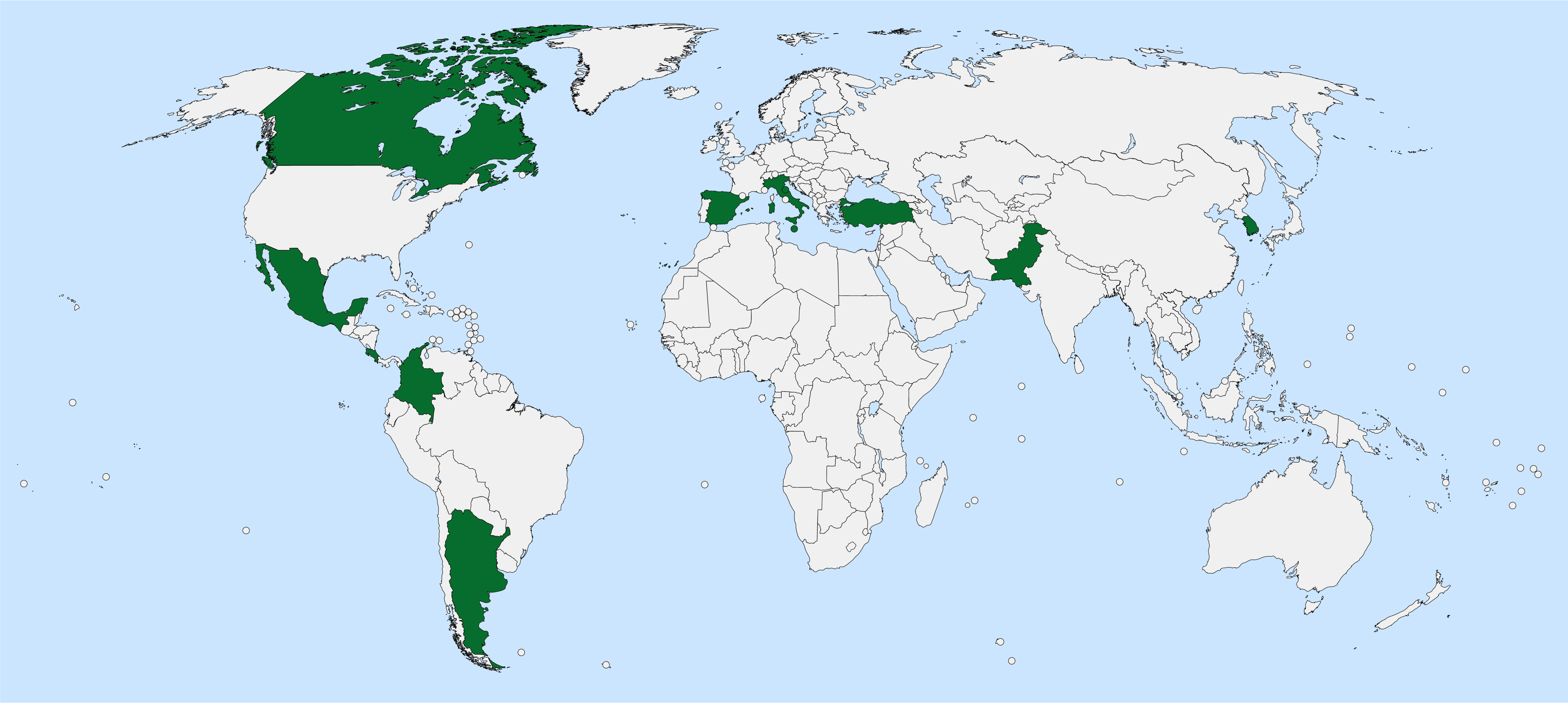
الأعضاء الأساسيين للمجموعة

متحدون من أجل الإجماع، الملقب بنادي القهوة، هي حركة تطورت في التسعينيات لمعارضة التوسيع المحتمل للمقاعد الدائمة في مجلس الأمن التابع للأمم المتحدة. تحت قيادة إيطاليا،  تهدف الحركة إلى مواجهة المقترحات الخاصة بالمقاعد الدائمة التي قدمتها دول مجموعة الأربعة (البرازيل وألمانيا والهند واليابان) وتدعو إلى توافق في الآراء قبل التوصل إلى أي قرار بشأن شكل وحجم مجلس الأمن.

## التاريخ
أسست إيطاليا، من خلال السفير فرانشيسكو باولو فولسي، إلى جانب باكستان والمكسيك ومصر، «نادي القهوة» في عام 1995. وقد اتحدت الدول الأربع برفض اقتراح زيادة عدد الأعضاء الدائمين في مجلس الأمن، وبدلاً من ذلك رغبوا في توسيع المقاعد غير الدائمة. سرعان ما انضم إلى مؤسسي المجموعة دول أخرى، بما في ذلك إسبانيا والأرجنتين وتركيا وكندا، وفي وقت قصير أصبحت المجموعة تضم حوالي 50 دولة في آسيا وإفريقيا وأمريكا اللاتينية. تتمثل أطروحة المجموعة في أن زيادة المقاعد الدائمة سيزيد من التفاوت بين الدول الأعضاء ويؤدي إلى تمديد سلسلة من الامتيازات ذات الأثر التعاقبي. سيستفيد الأعضاء الدائمون الجدد من أسلوب الانتخاب الذي يفيد بشكل خاص في عدد من الأجهزة المحددة في منظومة الأمم المتحدة.
خلال الدورة 59 للجمعية العامة للأمم المتحدة في 2005، قدمت المجموعة، بقيادة ممثلي كندا وإيطاليا وباكستان، اقتراحًا  ركز على زيادة عدد الأعضاء غير الدائمين من عشرة إلى عشرين. وينتخب الأعضاء غير الدائمين من قبل الجمعية العامة لمدة سنتين ويكونون مؤهلين لإعادة انتخابهم على الفور، رهنا بقرار المجموعات الجغرافية لكل منهم. أما الأعضاء الآخرون والمشتركون في تقديم النص، المعنون بـ «إصلاح مجلس الأمن»، هم الأرجنتين ومالطة والمكسيك وسان مارينو وإسبانيا وتركيا. على الرغم من عدم قبول الاقتراح، وجدت المبادرة إجماعًا واسعًا بين الدول الأعضاء، بما في ذلك الصين.
في 20 أبريل 2009، قدمت إيطاليا، بصفتها ممثلاً للمجموعة، نموذجًا جديدًا للإصلاح،  والذي تم تقديمه كمحاولة ملموسة للتوصل إلى اتفاق. اقترحت الوثيقة إنشاء فئة جديدة من المقاعد، غير دائمة، لكنها منتخبة لمدة طويلة (لفترات تتراوح من 3 إلى 5 سنوات) دون إمكانية إعادة الانتخاب على الفور. لن يتم تخصيص هذا النوع الجديد من المقاعد لدول منفردة بل لمجموعات إقليمية على أساس التناوب. فيما يتعلق بالفئات التقليدية للمقاعد، لا يتضمن المقترح أي تغيير، ولكن فقط إدخال دول صغيرة ومتوسطة الحجم بين المجموعات المؤهلة للحصول على مقاعد عادية. يتضمن هذا الاقتراح حتى مسألة حق النقض، مع إعطاء مجموعة من الخيارات التي تتراوح من إلغاء حق النقض إلى تقييد تطبيقه على مسائل الفصل السابع فقط.
خلال الجولة الأخيرة، رفضت إيطاليا بشدة اقتراح مجموعة الأربعة وكذلك اقتراح الاتحاد الأفريقي، بل وشجبت السلوك غير العادل لدول مجموعة الأربعة. وفقًا لإيطاليا، تحاول مجموعة الأربعة استبعاد اقتراح المتحدون، «على أساس مستوى الدعم المفترض». علاوة على ذلك، تعتقد إيطاليا أنها أبدت مرونة من خلال طرح اقتراح جديد في أبريل 2009، بينما ظلت مجموعة الأربعة مرتبطة بوثيقتها لعام 2005. بدأ دور إيطاليا النشط في المناقشات الحالية في فبراير 2009 قبل بدء المفاوضات الحكومية الدولية، عندما استضاف وزير الخارجية فرانكو فراتيني أكثر من 75 دولة لتطوير مسار مشترك نحو إصلاح مجلس الأمن. في مايو 2011، ارتفع عدد الدول الأعضاء التي شاركت في اجتماع المجموعة الذي عقد في روما إلى 120.

## الأعضاء
اعتبارًا من 19 فبراير 2009، كان الأعضاء الأساسيون في المجموعة  هم:
| الدولة                                                        | قارة            | تمويل الأمم المتحدة2 | عضو في الأمم المتحدة منذ | التجارة العالمية1 | الناتج المحلي الإجمالي (الاسمي)1 | الناتج المحلي الإجمالي (تعادل القوة الشرائية)1 | ميزانية الدفاع1 | أفراد الجيش في الخدمة | السكان      | مجموعة العشرين | منظمة التعاون الاقتصادي والتنمية | لجنة المساعدة الإنمائية |
| ------------------------------------------------------------- | --------------- | -------------------- | ------------------------ | ----------------- | -------------------------------- | ---------------------------------------------- | --------------- | --------------------- | ----------- | -------------- | -------------------------------- | ----------------------- |
| إيطاليا                                                       | أوروبا          | 3.12%                | 1955                     | 948,600           | 2,152,000                        | 2,213,000                                      | 40,800          | 347,927               | 60,674,000  | Green tick     | Green tick                       | Green tick              |
| كوريا الجنوبية                                                | أسيا            | 3.15%                | 1991                     | 1,170,900         | 1,404,000                        | 1,929,000                                      | 35,700          | 630,000               | 50,801,441  | Green tick     | Green tick                       | Green tick              |
| كندا                                                          | أمريكا الشمالية | 2.721%               | 1945                     | 947,200           | 1,462,000                        | 1,672,000                                      | 18,600          | 68,250                | 36,286,100  | Green tick     | Green tick                       | Green tick              |
| إسبانيا                                                       | أوروبا          | 2.033%               | 1955                     | 715,200           | 1,242,513                        | 1,674,468                                      | 5,767           | 132,798               | 46,423,116  | *              | Green tick                       | Green tick              |
| المكسيك                                                       | أمريكا الشمالية | 1.435%               | 1945                     | 813,500           | 1,283,915                        | 2,224,640                                      | 11,600          | 280,506               | 119,530,538 | Green tick     | Green tick                       |                         |
| تركيا                                                         | أسيا / أوروبا   | 1.018%               | 1945                     | 417,000           | 751,089                          | 1,665,565                                      | 18,200          | 639,551               | 78,741,269  | Green tick     | Green tick                       |                         |
| الأرجنتين                                                     | أمريكا الجنوبية | 0.892%               | 1945                     | 142,370           | 543,490                          | 879,447                                        | 4,021           | 73,100                | 43,847,096  | Green tick     |                                  |                         |
| باكستان                                                       | أسيا            | 0.093%               | 1947                     | 58,000            | 270,961                          | 984,205                                        | 7,600           | 643,800               | 201,995,000 |                |                                  |                         |
| مالطا                                                         | أوروبا          | 0.016%               | 1964                     | 9,200             | 10,582                           | 14,129                                         | 42              | 2,130                 | 445,426     |                |                                  |                         |
| 1مليون دولار، 2النسبة المئوية في إجمالي ميزانية الأمم المتحدة |                 |                      |                          |                   |                                  |                                                |                 |                       |             |                |                                  |                         |

* في حين أن إسبانيا ليست عضوًا رسميًا في مجموعة العشرين، فهي مدعوة دومًا.

## روابط خارجية
- Volker Weyel (مايو 2008). "The Quest for Regional Representation: Reforming the United Nations Security Council" (PDF). Dag Hammarskjöld Foundation. مؤرشف من الأصل (PDF) في 2022-01-18. اطلع عليه بتاريخ 2011-11-03.
- Thomas G. Weiss (Autumn 2003). "The Illusion of UN Security Council Reform" (PDF). The Washington Quarterly. مؤرشف من الأصل (PDF) في 2022-07-09. اطلع عليه بتاريخ 2011-11-03.